# Seram (eiland)
Seram (Nederlands: Ceram) is een eiland, dat in het centrale deel van de Molukken ligt, in de provincie Molukken, een deel van Indonesië. Het is 17148 km² groot en het hoogste punt is 3027 m.
Het dichtbevolkte eiland Ambon ligt ten zuidwesten van het eiland. Ten noorden van Seram bevindt zich de Seramzee en ten zuiden de Bandazee.
Nusa Ina was de naam van het eiland zoals gegeven door de oorspronkelijke bewoners van het eiland. 'Nusa' betekent 'eiland' en 'Ina' betekent 'moeder'. Deze benaming verwijst naar de overlevering in de Molukse orale literatuur dat alle Molukkers oorspronkelijk van het eiland Nusa Ina afstammen.

## Expedities
De geoloog Louis Rutten leidde van 1917 tot 1919 de Ceram-expeditie, een wetenschappelijke expeditie naar Ceram met als doel de geologie en delfstoffen van het eiland in kaart te brengen.

## Zoogdieren
De volgende zoogdieren komen er voor:
- Cerambuideldas
- Gevlekte koeskoes (geïntroduceerd)
- Groothoofdbuisneusvleerhond
- Kleine langtongvleerhond
- Loewak (geïntroduceerd)
- Maleise bladneusvleermuis
- Muskusspitsmuis (geïntroduceerd)
- Witte koeskoes (waarschijnlijk geïntroduceerd)
- Wild zwijn (geïntroduceerd)

- Melomys aerosus
- Melomys fraterculus
- Melomys fulgens
- Melomys paveli
- Nesoromys
- Rattus feliceus
- Dobsonia moluccensis
- Dobsonia viridis
- Pteropus chrysoproctus
- Pteropus melanopogon
- Pteropus ocularis
- Pteropus temmincki
- Rousettus amplexicaudatus
- Syconycteris australis
- Emballonura alecto
- Mosia nigrescens
- Emballonura raffrayana
- Aselliscus tricuspidatus
- Hipposideros ater
- Rhinolophus euryotis
- Miniopterus australis
- Miniopterus pusillus
- Langvleugelvleermuis
- Murina florium
- Myotis ater
- Pipistrellus papuanus
- Chaerephon jobensis